# M4 (음악 그룹)
M4는 2010년에 결성됐었다가 2013년에 해체된 대한민국의 4인조 남성 프로젝트 음악 그룹이다.

## 음반 목록
- The Story of M4 (2010년)
- 널 위한 멜로디 (Reggae ver.) (2010년)
- 어쩌다 마주친 그대 (2011년)
- 1집 Vol.1 (2011년)
- 2nd Mini Album (2012년)
- 소녀니까 (2013년)

## 같이 보기
- 주식회사